# Saint-Jean-sur-Veyle
Saint-Jean-sur-Veyle – miejscowość i gmina we Francji, w regionie Owernia-Rodan-Alpy, w departamencie Ain.

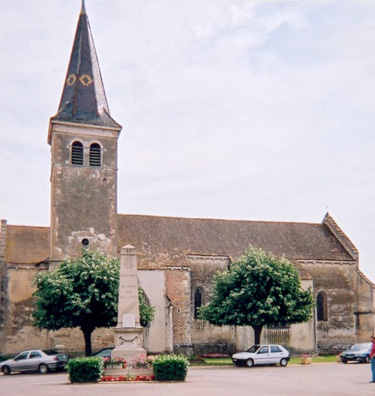
Kościół z XV w. św. Jana Chrzciciela (2007 r.)

## Demografia
Według danych na styczeń 2012 roku gminę zamieszkiwało 1114 osób, a gęstość zaludnienia wynosiła 99,4 osób/km².